# 年間王者
年間王者（ねんかんおうじゃ）とは、ある分野において1年を通じてもっとも優秀な成績を収めた個人・団体などに対して用いられることがある呼び方である。
とくにスポーツの分野で多く用いられる。基本的に、主催団体が決定する正式な呼び方・称号ではなく、ファンやマスメディアの間で用いられることが多い。定義もまちまちであり、「誰を年間王者とするか」については見解が分かれることも少なくない。

## 各分野における「年間王者」

### 一般的なスポーツ
多くのスポーツにおいては、世界一を決定する大会として世界選手権大会が行われているが、競技によって開催間隔が異なり毎年、隔年、4年に一度など様々である。加えて複数競技を合わせた近代オリンピックが4年に一度開かれており、世界選手権を事実上兼ねる競技も多い。地域ごとの大陸選手権や国ごとの国内選手権大会も開かれている。

### 野球
世界レベルで年間王者を決定する大会はなく、4年に1度ワールド・ベースボール・クラシックや世界野球プレミア12（各国代表チームを結成して参加）が行われることになっている。
チーム単位での年間王者は国ごとに決定されている。アメリカ合衆国ではワールドシリーズが、韓国では韓国シリーズなどが各国プロ野球の年間王者を決定する大会として位置づけられている。日本ではかつては日本選手権シリーズ（日本シリーズ）がそれに該当していたが、2007年のクライマックスシリーズ制度導入により、リーグ戦の結果とは直接には関係なく、セ・パ両リーグの代表チームにより優勝チームを争うカップ戦へと移行したことから、純粋に年間王者を決定する大会は存在しない。地域ごとで年間王者を決める大会としてアジアシリーズなども存在する。

### 相撲
大相撲では一年間に六場所が行われ、六場所通算の年間最多勝力士が表彰される。この力士が年間王者と見なされることが多いが、最多勝力士と最多優勝力士は休場等の理由で別の力士になりうることに注意が必要である（1966年の大鵬は年五場所優勝したが、年間最多勝は優勝1回の柏戸にさらわれた）。また年間最多勝力士に限らず、一年間で最も活躍した力士が「年間最優秀力士賞」として表彰されており、前述の大鵬など最多勝を逃した力士も受賞している。

### サッカー
各国代表チームの世界一を決定する大会としてはFIFAワールドカップとFIFA女子ワールドカップがあるが、これは4年に1度の大会である。
クラブチームでは、各国の1部リーグの優勝チームを年間王者とする国が多く、大陸別のクラブ選手権（チャンピオンズリーグなど）およびFIFAクラブワールドカップが毎年行われている。

### バスケットボール
世界レベルで年間王者を決定する大会はなく、4年に1度FIBAバスケットボール・ワールドカップ（旧FIBA世界選手権）とFIBA女子バスケットボール・ワールドカップ（旧世界選手権）が開催されている。
チーム単位での年間王者は各国のトップリーグ優勝チームを年間王者とする国が多く、日本ではB.LEAGUEチャンピオンシップ、アメリカ合衆国ではNBAファイナルが各国プロバスケットボール年間王者決定戦として行われている。地域ごとの年間王者決定戦としてユーロリーグなども存在する。

### 陸上競技
ワールドアスレティックスが主催する世界最高峰の陸上競技大会としては世界陸上競技選手権大会が存在するが、隔年開催である。一方で年間王者を決めるシリーズであるダイヤモンドリーグで各種目上位がファイナルに進出し、その優勝者を年間王者と見ることができる。

### 競馬
各国においてまちまちであり、「年間王者」を決定するプロセスがない国も多い。かわりに各国の主催団体などが年度代表馬を選出しており、選出された年度代表馬が年間王者として位置づけられている。

### モータースポーツ
F1世界選手権を始めとする多くのシリーズは1年かけて転戦するため、各グランプリごとにチャンピオンシップポイントが順位に応じて加算され、それが最も多いレーサーが総合優勝、すなわち年間王者に認定される。
ただし、アメリカストックカー「NASCAR」のトップカテゴリーであるNASCARカップ・シリーズについてはシリーズ終盤でプレーオフ（チェイス・フォー・ザ・チャンピオンシップ）により一度上位のポイントがリセットされる。

### K-1
K-1 WORLD GP（無差別級）及びK-1 WORLD MAX（中・軽量級）では、それぞれ年毎にシリーズを組み、その最終戦たる決勝戦を制した選手を年間王者と認定している。

### ○-1
上のF1やK-1が大成功した事で2000年辺りからR-1、S-1、B-1等と○-1グランプリシリーズが増えている。

### 公営競技
日本の公営競技のうち、競輪・競艇・オートレースでは、それぞれKEIRINグランプリ・ガールズグランプリ・賞金王決定戦競走・賞金女王決定戦競走・スーパースター王座決定戦が1年の最終レースとして行われ、これらは当該年度の成績優秀者を集めて行うため、年間王者決定戦の意味合いが非常に強い。

### ボクシング
プロボクシングにおいては、年間王者を決定するプロセスのないコミッションがほとんどである。しかし、日本ボクシングコミッションでは、年に1回チャンピオンカーニバルと題した日本チャンピオンと当該階級におけるランク1位（ただし近年は世界ランカー優先）の選手によるタイトルマッチ（すなわち指名試合）が行われ、これの勝者を年間王者と位置づけることもできる。

### プロレス
一定の規模を持つプロレス団体では、年1回の無差別級リーグ戦が行われることが多く、これの優勝者が年間王者とみなされる。
このようなリーグ戦は新日本プロレスのG1 CLIMAX、全日本プロレスのチャンピオン・カーニバル、世界最強タッグ決定リーグ戦などが該当する。

### テニス
男女各ツアー年間最終戦として各上位が集まるATPファイナルズ、WTAファイナルズが設定されており、ここで年間王者が決定される。

### ゴルフ
アメリカ男子プロゴルフPGAツアーのザ・ツアーチャンピオンシップ（フェデックスプレーオフ最終戦）、女子LPGAツアーのCMEグループ・ツアー選手権、ヨーロピアンツアーのDPワールド・ツアーチャンピオンシップドバイ、日本ツアーのゴルフ日本シリーズJTカップ、JLPGAツアーのLPGAツアーチャンピオンシップといったツアー最終戦は年間賞金ランキング上位にのみ参加資格が与えられており、年間王者がこれらの大会で決められる。

### 大学生
世界レベルの大会としてはユニバーシアードが行われているが、これは奇数年の開催である。他に世界大学（学生）選手権の名で大会が行われる競技もある。
アメリカ国内では多くの競技を全米大学体育協会（NCAA）が管轄しており、同協会が主催する大会で年間王者が決められてる。
日本では各競技連盟が大学日本一を決める大会を主催しており、代表的なものとして全国大学ラグビーフットボール選手権大会、全日本大学野球選手権大会、アメリカンフットボールの甲子園ボウル、全日本大学サッカー選手権大会、全日本大学バスケットボール選手権大会等が挙げられる。男子駅伝では出雲駅伝、全日本大学駅伝が全国大会として知られる一方、箱根駅伝は関東学生連盟の主催であるが、上位校が同連盟に集中しているためこれも合わせて「学生三大駅伝」と呼ばれている。

### 高校生
日本では代表的な大会として、夏に持ち回りで複数競技が開かれる全国高等学校総合体育大会を筆頭に、年末年始に東大阪市の花園ラグビー場で開催される全国高校ラグビー大会、首都圏の各スタジアムで開催する全国高校サッカー選手権大会・東京体育館をあたかもウィンブルドンの複数コートに見立てて最後はセンターコートと言う形で開催する高校バスケウィンターカップ・上の高校バスケ同様の形式で東京体育館で行う春の高校バレー・西宮市の阪神甲子園球場で開催する選抜高等学校野球大会・上のセンバツ同様に甲子園球場で開催する全国高校野球選手権大会・そして暮れの都大路を駆け抜ける全国高校駅伝等があるが、ほとんどは春に集中開催している。
これらスポーツの大会のほか、毎年夏季にテレビ放映される全国高等学校クイズ選手権（日本テレビ系列）や、「写真甲子園」として知られる全国高等学校写真選手権大会など、さまざまな分野で年間王者を決定する大会がある。
高校生の大会には、正式名称のほかに略称・通称として、全国高校野球選手権大会の通称を用いて『○○甲子園』とすることが多い。

### お笑い・その他
日本では代表的な大会として、それぞれ10月、12月、2月に決勝戦が公開生放送されるコント日本一決定戦の『キングオブコント』（TBS系列）、漫才日本一決定戦の『M-1グランプリ』（朝日放送制作/テレビ朝日系列）と『THE MANZAI』（フジテレビ系列、2011年から2014年まで）やピン芸日本一決定戦『R-1ぐらんぷり』（関西テレビ制作/フジテレビ系列）を筆頭に、若手漫才師の登竜門から全国大会として枠を拡大した『ABCお笑いグランプリ』（朝日放送）、『NHK新人演芸大賞』（NHK）等がある。
視聴者参加番組でも『NHKのど自慢』（NHK）や『パネルクイズ アタック25』（朝日放送制作/テレビ朝日系列）でそれぞれチャンピオン大会が開催されているが、過去には『お笑いマンガ道場』（中京テレビ制作/東京12チャンネル→日本テレビ系列）内の素人マンガ道場にて素人マンガ大賞というチャンピオン大会が行われていた。